# نموذج نظرية التغيير
نموذج نظرية التغيير، (بالإنجليزية: Transtheoretical model)‏ لتغيير السلوك، هو نظرية تكاملية للعلاج، تقوم بتقييم استعداد الفرد للعمل على سلوك صحي جديد، وتوفر استراتيجيات أو عمليات تغيير لإرشاد الفرد. يتكون النموذج من بنى مثل: مراحل التغيير، عمليات التغيير، مستويات التغيير، النجاعة الذاتية، والتوازن الحاسم. 
مراحل نموذج نظرية التغيير لتغيير السلوك، قائم على مبدأ أن تغيير السلوك يكون على (خمسة مراحل)، ولابد من الفرد أن يمر من خلال هذه المراحل، قبل تغيير السلوك الفعلي، يعتبر هذا النموذج من أكثر النماذج شيوعا واستخداماً، لقد تم تطوير هذا النموذج في 1980م من قبل علماء نفس أمريكان. قام «جايمز بروهاسكا»، من جامعة «رودس ايلاند»، وCarlo Di Clemente مع فريقه بتطويره في بداية عام 1977م. النموذج المبني على التحليل وعدة نظريات حول العلاج بالتحليل النفسي، ومنها اشتق الاسم.

## مراحل التغيير
هو أحد المفاهيم المكونة لهذا النموذج ويعد من أهمها لتسميتهم النموذج به في بعض الأحيان، وهو يشير إلى تغيير السلوك في بعد زمني.تم تعريف التغيير في نموذج نظرية آلتغير بـ عملية تتضمن تقدم الفرد في سلسلة من المراحل.
| المرحلة       | ماقبل التأمل   | تأمل              | تجهيز           | عمل  | اعمال صيانة      | انتكاس    |
| الوقت القياسي | أكثر من 6 أشهر | في 6 أشهر القادمة | في الشهر المقبل | الآن | على الأقل 6 أشهر | في اي وقت |

### مراحل نموذج نظرية التغيير

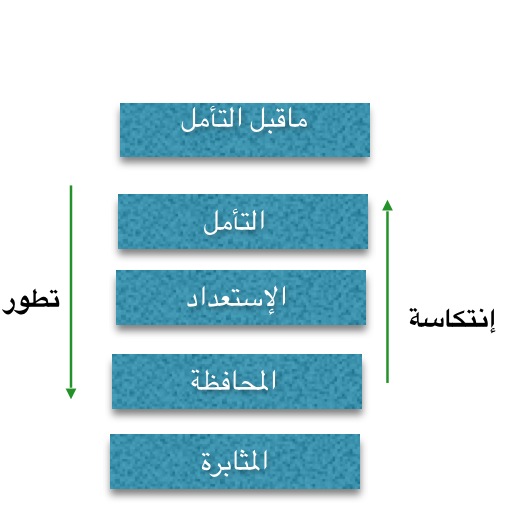
نموذج نظرية التغيير

1. مرحلة ماقبل التأمل:[3][4][5][6][7][8] في هذه المرحلة الفرد غير مستعد اوليست لديه القابلية والنية لتغيير سلوك ما في المستقبل القريب، (في خلال الست شهوور المقبلة). لا يَرَوْن ان في تصرفهم أي شيء يهدد صحتهم، الفرد ليست لديه معلومات كافية أو الوعي الكافي، أو قد يكون لديه تجربة سابقة لتغيير لكن لم تنجح. في هذه المرحلة يصعب على منسوبي الصحة الوصول إلى هؤلاء الأفراد وتغييرهم بالبرامج المعتمدة لأنهم غير متحفزين للتغير.
2. مرحلة التأمل: في هذه المرحلة يبدأ الفرد بالتفكيير لتّغَيُر، ويكون على استعداد لكن غير واثق بكيفية البدأ وماهي الطريقة الأنسب للبدأ.يبدأ الأشخاص في هذي المرحلة استيعاب مساوئ أو الضرر الملحق من تصرفاتهم ويعيدون النظر في المساوئ والمنافع الناتجة من السلوك، الأفراد بهذه الحالة أسهل للوصول من غيرهم لكن يضل هنالك صعوبة لتواصل معهم من قبل الحملات الصحية.
3. مرحلة الإستعداد : الأفراد على استعدادٍ تام لتغيير السلوك في خلال الشهر المقبل. الأفراد في هذه المرحلة لديهم خطة كامله مثال: (التسجيل في النادي الرياضي، الذهاب إلى اخصائي التغذية). هذه المرحلة تعتبر المرحلة المثالية لمنسوبي الصحة لأن الأفراد متحفزين لتغير.
4. مرحلة العمل : في هذه المرحلة قد بدأ الفرد بالتغير، وبدأ بالعمل المؤدي لتغيير السلوك: ممارسة الرياضة، الإقلاع عن التدخين. الفترة لهذة المرحلة: (من بداية اتباع السلوك الجديد إلى ستة أشهر لاحقاً). الأفراد في هذة المرحلة معرضين للانتكاس بشكل كبير. الانتكاسة: العودة لمزاولة نمط الحياة القديم. في هذه المرحلة الافراد لايحتاجون إلى التعليمات وتدخل تحفيزي، بل إلى الدعم والمساندة من خلال إزالة العناصر الخارجية والداخلية التي قد تؤثر وتكون عائق لمزاولة السلوك الجديد.
5. رحلة المحافظة : السلوك الجديد تمت مزاولتة لأكثر من ستة أشهر، لكن أقل من خمسة سنين. الإنتكاسة للعادات القديمة في هذه المرحلة ضئيلة جداً، لكن يتطلب العمل على بعض الحواجز الممكنة كالتوتر.
6. مرحلة المثابرة (النتيجة النهائية): مرحلة التغيير لسلوك ما قد تمت، وهي خمسة سنين من المحافظة، لايوجد نسبة كبيرة لحدوث انتكاسة لأن الفرد اقل عرضة للإغرائات الممكنة. لكن في دراسات عدة وجد ان نسبه الأفراد ضئيلة جداً للوصول إلى هذة المرحلة لأنها الأصعب من بين مراحل التغيير. التغيير قد لايكون دائم الثبات ومستقيم، لابد من أن يتعثر الفرد مرات عدة والمجاهدة للوصول إلى التغير المطلوب والسلوك الجديد.
7. الانتكاس: relapse/ recycle [9] [10] [11] [12] الانتكاس ليست مرحلة بحد ذاتها، ولكن تم وضعها للأشخاص الذين يتوقفون في إحدى المراحل، فيضطرون للرجوع للمرحلة التي تسبقها.